# مي فانغ
مي فانغ (بالصينية: 梅方) (14 نوفمبر 1989 ووهان الصين - ) هو لاعب كرة قدم صيني، يلعب كمدافع، شارك في كأس آسيا 2015.

## مسيرته

### مسيرته مع الأندية
- 2009 - 2013 لعب مع نادي ووهان 107 مباراة سجل خلالها 7 أهداف.

## وصلات خارجية
مي فانغ على موقع الاتحاد الدولي (مؤرشف)  (الإنجليزية)
- مي فانغ على موقع قاعدة بيانات كرة القدم.إي يو (الإنجليزية)
- مي فانغ على موقع ناشيونال فوتبول تيمز (الإنجليزية)
- مي فانغ على موقع Soccerway.com (الإنجليزية)